# Гай, Рамон
Рамон Морено Гай (исп. Ramón Moreno Gay; 16 ноября 1917, Мехико, Мексика — 28 мая 1960, там же) — мексиканский актёр и железнодорожник, ученик Секи Сано.

## Биография
Родился 16 ноября 1917 года в семье испанских иммигрантов в Мехико.
До того как решил стать актёром, работал железнодорожником. В 1943 году изучал драматическое искусство у японского театрального режиссёра Секи Сано. Дебютировал в театре постановкой «Прошения о руке» Антона Чехова.
В мексиканском кинематографе дебютировал в 1946 году, к 1960 году снялся в 87 работах в фильмах и одном телесериале под названием "Грехи любви".
Снимался сначала в массовке, а затем в небольших ролях при поддержке его друзей Эрнесто Алонсо, Артуро де Кордовы и Исабелы Короны.
В 1950-х годах получал ведущие роли, играл в различных жанрах. Благодаря успехам в мексиканском кинематографе, актёра пригласили на съёмки за пределы Мексики — в Аргентитну, Венесуэлу, Колумбию и на Кубу.
В 1957 году он снялся в трилогии фильмов «Ацтекская мумия», «Проклятие ацтекской мумии» и «Ацтекская мумия против человека-робота», ставших культовым объектом для специализированной аудитории, главным образом в Европе. В 1964 году сцены из них были взяты для создания американских фильмов «Атака мумии майя» и «Лицо кричащего оборотня».

### Смертельное огнестрельное ранение
Актёр был смертельно ранен 28 мая 1960 года от рук инженера-нефтяника Хосе Луиса Паганони, бывшим мужем актрисы Эванхелины Элисондо, с которой актёр участвовал в пьесе «Тридцать секунд любви». После очередного спектакля с участием актёров, актёр подвёз Эванхелину Элисондо к её дому. Когда они разговаривали в машине актёра возле дома актрисы, в него несколько раз выстрелил её муж Хосе Луис Пагонини. Тяжело раненный, он был доставлен на машине скорой помощи Красного Креста в больницу «Доктор Рубен Леньеро», где он не приходя в сознание, скончался сразу же после поступления.
Основной причиной, толкнувшего Хосе Луиса Паганони на страшный шаг явилась необоснованная ревность его супруги к актёру Рамону Гаю. Смертельное ранение актёра с его последующей мгновенной смертью, вызвало широкий общественный резонанс и большое потрясение в обществе, ибо актёр был одним из самых востребованных и популярных исполнителей главных ролей того времени. Сотни людей пришли проводить актёра в последний путь на кладбище Пантеон.
31 мая 1960 года должны быть начаться съёмки фильма Обманутые женщины с Роситой Аренас в главной роли, где Рамон играл одну из ролей.

### Приговор убийце
Приговор его убийце, Хосе Луису Паганони, был мягким, ибо было доказано, что причиной, толкнувшего инженера-нефтяника на страшный шаг явилась сильная беспричинная ревность к своей супруге Эванхелине Элисондо. Спустя несколько лет он вышел из тюрьмы. В связи с попаданием в тюрьму, власти Мексики автоматом развели его и Эванхелину Элисондо в одностороннем порядке заочно. Дальнейшая жизнь убийцы Хосе Луиса Пагонини неизвестна, а Эванхелина Элисондо с тех пор больше не вышла замуж.

## Фильмография

### Телесериалы
- 1960 — Грехи любви